# 김해외동초등학교
김해외동초등학교는 대한민국 경상남도 김해시에 있는 공립 초등학교이다.

## 연혁
- 1992년 6월 8일 : 김해외동국민학교 인가
- 1993년 9월 6일 : 김해외동국민학교 개교
- 1996년 3월 1일 : 김해외동초등학교 개칭
- 1996년 3월 1일 : 도 지정 예절 자율 시범학교 운영
- 1999년 3월 1일 : 시 지정 체육교육 우수학교 지정
- 2004년 3월 1일 : 시 지정 수학과 시범학교 운영
- 2004년 9월 1일 : 신관 증축(교실 10실, 특별실 4실)
- 2005년 3월 1일 : 도 지정 방과후교실 자율시범학교 운영
- 2008년 3월 1일 : 기초학력 책임지도 지역중심학교 운영
- 2014년 3월 1일 : 도 지정 방과후시범학교, 교육복지 우선지원학교 운영
- 2014년 9월 1일 : 제 8대 류호진 교장선생님 부임
- 2016년 2월 5일 : 제 23회 졸업식 (졸업생수 132명)
- 2018년 9월 1일 : 제 9대 심광보 교장선생님 부임
- 2019년 2월 15일 : 제 26회 졸업식 (졸업생수 109명)